# Bingo (muziekgroep)
Bingo! (ook wel zonder uitroepteken weergegeven) was een Vlaamse muziekgroep die in 1989 bekend werd met het nummer Arabeat.

## Geschiedenis
Centraal in de groep Bingo! stond zanger Serge Gobin. De naam van de groep is trouwens een anagram van zijn familienaam. Bingo! kwam op het muzikaal toneel toen de newbeat-rage commercieel begon door te breken. De groep bracht in 1989 succesvol de single Arabeat uit, geschreven door Christoff Wybouw. In Arabeat is een newbeatritme als basis gebruikt, maar het nummer gaat qua genre meer de richting van ambiance uit. Bij het nummer hoorde ook een act waarbij de dansers in Arabisch uitziende gewaden ronddansen. Arabeat werd een commercieel succes en werd ook opgenomen in de compilatie-cd's van Tien Om Te Zien. Tegelijk is mede door dit soort nummers new beat als muziekgenre ten onder gegaan.
Na het succes van Arabeat bracht Bingo nog enkele singles uit, waaronder ook enkele Franstalige. In 1990 verscheen Hey Hey Boudewijn, een ambiancenummer ter ere van de zestigste verjaardag en het veertigjarig koningschap van Koning Boudewijn. Later werd dat nummer herwerkt met een neutralere tekst tot Hey Hey Doe Je Mee. In 1991 zong Bingo! het nummer Doe De Amedee, waarmee het de mascotte Amedee van VTM promootte. Ook het nummer Dracula werd nog bekend. Verschillende van de singles scoorden nog, maar geen ervan kon het succes van Arabeat evenaren.
Bingo! bracht onder de titel van de groepsnaam in 1991 ook een verzamelalbum uit. Naast Arabeat bevat het album enkele andere nummers met een new beat-achtige basis en samples. Voorts staan er enkele medleys op en een cover van De mannen van de nacht van Will Tura op. Met dergelijke covers wilde Bingo! naam als ambiancegroep maken. Het album bevat ook Ode aan Eddy Wally. In 1994 bracht Bingo! nog een laatste Franstalig nummer uit. Daarna werd het stil rond de groep.
Serge Gobin werd ondertussen ook docent aan de toen pas opgerichte Showbizzschool van Oostende, waar onder andere ook Frank Dingenen les gegeven heeft. In 2007 werd die school stopgezet.
In 2011 werd Arabeat opgenomen op de tiende compilatie Foute muziek van Q-music.